# 伊豆国神階帳
伊豆国神階帳（いずのくにしんかいちょう）は、伊豆国の国内神名帳。

## 解説
本帳は伊豆国の国内神名帳で、三嶋大社（静岡県三島市）在庁の伊達家に伝わる書写本である。南北朝時代の康永2年（1343年）12月25日の年記を有する。伊豆国の祭祀を考える上で重要視される史料であるが、信憑性については疑義も指摘される。
本帳では総数95所の神々の神名が掲載される。他国の神名帳と異なり神名の多くは平仮名書きで、平安時代の『延喜式』神名帳との相違も少なからず見える。また『延喜式』は「賀茂・那賀・田方」の順で記すのに対して、本帳は「田方・那賀・賀茂」の順で記す。さらに各郡所載の座数も賀茂郡から田方郡に偏ることから、神階帳が書かれた当時には伊豆国が賀茂郡中心から田方郡中心に移ったとする指摘もある。田方郡の神々のうちでも特に、冒頭の「正一位三島大明神」から「正一位天満天神」までは神階の順序が不統一で、后・御子といった神名が並ぶ。これらの神々は三嶋神の一族神または伊豆国の明神として、国府近くに祀られていたと考えられている。

## 内訳
『伊豆国神階帳』における各郡での内訳。参考として『延喜式』神名帳での内訳も併記する。『伊豆国神階帳』では田方郡の分類は明記されていないが、冒頭の「伊豆国三ヶ郡内神明帳事」以下の一群がそれにあたるとされる。
|              | 田方郡   | 那賀郡 | 賀茂郡 | 計   |
| ------------ | -------- | ------ | ------ | ---- |
| 延喜式神名帳 | 24座     | 22座   | 46座   | 92座 |
| 伊豆国神階帳 | （34所） | 24所   | 37所   | 95所 |

## 一覧
『伊豆国神階帳』記載諸神の一覧。
| 神階帳                                     | 延喜式神名帳 ・国史                 | 比定社           | 比定社               | 備考                                                                       |
| 神名                                       | 延喜式神名帳 ・国史                 | 社名             | 所在地               | 備考                                                                       |
| ------------------------------------------ | ----------------------------------- | ---------------- | -------------------- | -------------------------------------------------------------------------- |
| 伊豆国三ヶ郡内神明帳事（冒頭文）           |                                     |                  |                      |                                                                            |
| 正一位 三島大明神                          | 伊豆三島神社                        | 三嶋大社         | 静岡県三島市大宮町   | 一宮                                                                       |
| 一品 きさきの宮                            | 阿波神社 （推）伊古奈比咩命神社     | 三嶋大社に配祀か | 静岡県三島市大宮町   | 元社：阿波命神社（東京都神津島村）                                         |
| 一品 当きさの宮                            | 伊古奈比咩命神社                    | 三嶋大社に配祀か | 静岡県三島市大宮町   | 元社：伊古奈比咩命神社（静岡県下田市）                                     |
| 正五位上 第三王子并十八所御子達            |                                     | 若宮神社         | 静岡県三島市大宮町   | 元二宮 三嶋大社境内摂社 元社：伊豆諸島の各三嶋苗裔神                       |
| 正一位 千眼大菩薩                          |                                     | 浅間神社         | 静岡県三島市芝本町   | 三宮のち二宮 国府の遥拝所、三嶋大社元摂社 元社：伊豆山神社（静岡県熱海市） |
| 従五位上 六所王子                          |                                     | 六所王子神社     | 静岡県三島市日の出町 | 三嶋大社元摂社                                                             |
| 従一位 やきわらの明神                      | 楊原神社                            | 楊原神社         | 静岡県三島市北田町   | （三宮） 国府の遥拝所、三嶋大社元摂社 元社：楊原神社（静岡県沼津市）       |
| 従一位 広瀬明神                            | 広瀬神社                            | 広瀬神社         | 静岡県三島市一番町   | 四宮 国府の遥拝所、三嶋大社元摂社 元社：広瀬神社（静岡県伊豆の国市）       |
| 正五位上 角の明神                          |                                     | 日隅神社         | 静岡県三島市大社町   | （五宮） 三嶋大社元摂社                                                    |
| 正一位 天満天神                            |                                     | 天神社           | 静岡県三島市川原ヶ谷 | 国府の遥拝所、三嶋大社元摂社 元社：物忌奈命神社（東京都神津島村）          |
| 従四位上 小河泉明神                        | 小河泉水神社                        |                  |                      |                                                                            |
| 従四位上 玉作明神                          | 玉作水神社                          |                  |                      |                                                                            |
| 従四位上 たんかいの明神                    | 剣刀乎夜尓命神社                    |                  |                      |                                                                            |
| 従四位上 宮玉の明神                        | （推）鮑玉白珠比咩命神社            |                  |                      |                                                                            |
| 従四位上 高橋の明神                        | 高椅神社                            |                  |                      |                                                                            |
| 従四位上 くわとの明神                      | （推）倭文神社                      |                  |                      |                                                                            |
| 従四位上 なつめの明神                      |                                     |                  |                      |                                                                            |
| 従四位上 さゝわらの明神                    |                                     |                  |                      |                                                                            |
| 従四位上 おほあさの明神                    | 大朝神社                            |                  |                      |                                                                            |
| 従四位上 たわらの明神                      | （推）金村五百村咩命神社            |                  |                      |                                                                            |
| 従四位上 河原の明神                        | （推）阿米都瀬気多知命神社          |                  |                      |                                                                            |
| 正四位上 あらきの明神                      | 荒木神社                            |                  |                      |                                                                            |
| 従四位上 にゐのゝ明神                      | （推）石徳高神社                    |                  |                      |                                                                            |
| 正四位上 瀬の明神                          | （推）引手力命神社                  |                  |                      |                                                                            |
| 正四位上 ちゝなしの明神                    | （推）文梨神社                      |                  |                      |                                                                            |
| 正四位上 狩野の明神                        | 軽野神社                            |                  |                      |                                                                            |
| 正四位上 長瀬の明神                        | （推）長浜神社                      |                  |                      |                                                                            |
| 正四位上 奈胡谷の明神                      | （推）金村五百君和気命神社          |                  |                      |                                                                            |
| 従四位上 高山の明神                        | （推）伊加麻志神社                  |                  |                      |                                                                            |
| 従四位上 たき山の明神                      | （推）剣刀石床別命神社              |                  |                      |                                                                            |
| 従四位上 熱海の湯明神                      | （推）久豆弥神社                    |                  |                      |                                                                            |
| 従四位上 多明神                            | （推）白浪之弥奈阿和命神社          |                  |                      |                                                                            |
| 従四位上 たまたの明神                      | （推）加理波夜須多祁比波預命神社    |                  |                      |                                                                            |
| 正五位下 ひたの王子                        |                                     |                  |                      |                                                                            |
| 那賀郡 24所                                |                                     |                  |                      |                                                                            |
| 従四位上 みのわの明神                      | 箕勾神社                            |                  |                      |                                                                            |
| 従四位上 いしひの明神                      | 伊志夫神社                          |                  |                      |                                                                            |
| 従四位上 いなかみの明神                    | 伊那上神社                          |                  |                      |                                                                            |
| 従四位上 おゝとしの明神                    | （推）仲神社                        |                  |                      |                                                                            |
| 従四位上 ゐたの明神                        | 井田神社                            |                  |                      |                                                                            |
| 従四位上 いなしりの明神 （いなしもの明神） | 伊那下神社                          |                  |                      |                                                                            |
| 従四位上 なかおゝとしの明神                | 仲大歳神社                          |                  |                      |                                                                            |
| 従四位上 たにやの明神                      | 多尓夜神社                          |                  |                      |                                                                            |
| 従四位上 多胡の明神                        | 哆胡神社                            |                  |                      |                                                                            |
| 従四位上 宇久須の明神                      | 宇久須神社                          |                  |                      |                                                                            |
| 従四位上 へたの明神                        | 部多神社                            |                  |                      |                                                                            |
| 従四位上 二浦谷玉姫の明神                  | （推）布刀主若玉命神社              |                  |                      |                                                                            |
| 従四位上 いわらい姫の明神                  | （推）石倉命神社                    |                  |                      |                                                                            |
| 従四位上 国玉姫の明神                      | 国玉命神社                          |                  |                      |                                                                            |
| 従四位上 みかたま姫の明神                  | 甕玉命神社                          |                  |                      |                                                                            |
| 従四位上 もろき姫の明神                    | （推）国玉命神社                    |                  |                      |                                                                            |
| 従四位上 とよみ玉姫の明神                  | 豊御玉命神社                        |                  |                      |                                                                            |
| 従四位上 青玉姫の明神                      | 青玉比売命神社                      |                  |                      |                                                                            |
| 従四位上 国原姫の明神                      | （推）国柱命神社                    |                  |                      |                                                                            |
| 従四位上 いなみや姫の明神                  | 稲宮命神社                          |                  |                      |                                                                            |
| 従四位上 しての明神                        | （推）佐波神社二座                  |                  |                      |                                                                            |
| 従四位上 にゐの明神                        | （推）佐波神社二座                  |                  |                      |                                                                            |
| 従四位上 石戸の明神                        |                                     |                  |                      |                                                                            |
| 従四位上 うちわたりの明神                  |                                     |                  |                      |                                                                            |
| 賀茂郡 37所                                |                                     |                  |                      |                                                                            |
| 従四位上 なつ姫の明神                      | （推）奈疑知命神社                  |                  |                      |                                                                            |
| 従四位上 いつな姫の明神                    | 伊豆奈比咩命神社                    |                  |                      |                                                                            |
| 従四位上 いわし姫の明神                    | 伊波例命神社                        |                  |                      |                                                                            |
| 従四位上 ほこわけの明神                    | 杉桙別命神社                        |                  |                      |                                                                            |
| 正五位下 をつさわけの明神                  | 穂都佐和気命神社 （穂都佐気命神社） |                  |                      |                                                                            |
| 従四位上 たつふたわけの明神                | （推）多祁富許都久和気命神社        |                  |                      |                                                                            |
| 従四位上 いはくらわけの明神                | 伊波久良和気命神社                  |                  |                      |                                                                            |
| 従四位上 いわよ姫の明神                    | 意波与命神社                        |                  |                      |                                                                            |
| 従四位上 たけしの明神                      | （推）多祁伊志豆伎命神社            |                  |                      |                                                                            |
| 従四位上 あめつかた姫の明神                | 阿米都加多比咩命神社                |                  |                      |                                                                            |
| 従四位上 いわ姫の明神                      | 伊波乃比咩命神社                    |                  |                      |                                                                            |
| 従四位上 をゝつゆき姫の明神                | 大津往命神社                        |                  |                      |                                                                            |
| 従四位上 いわてわけのみこ                  | 伊波弖別命神社                      |                  |                      |                                                                            |
| 従四位上 おさめいわかはのみこ              | （推）布佐乎宜神社                  |                  |                      |                                                                            |
| 従四位上 さかわら姫のみこ                  | 佐々原比咩命神社                    |                  |                      |                                                                            |
| 従四位上 月まの明神                        | 竹麻神社三座                        |                  |                      |                                                                            |
| 従四位上 加茂の明神                        | 加毛神社二座                        |                  |                      |                                                                            |
| 従四位上 おほいの明神                      | （推）波夜多麻和気命神社            |                  |                      |                                                                            |
| 正五位上 国ぬしの明神                      |                                     |                  |                      |                                                                            |
| 正五位上 船との明神                        |                                     |                  |                      |                                                                            |
| 正五位上 たふこまつの明神                  |                                     |                  |                      |                                                                            |
| 正五位上 みちつくりの明神                  |                                     |                  |                      |                                                                            |
| 大島并島々十五所 各五位上                  |                                     |                  |                      |                                                                            |

1. 1 2  二宮は若宮神社（現・三嶋大社境内摂社）であったが、同社が三嶋大社境内に遷座するに伴い、浅間神社が三宮から二宮に格上げされたという (中世諸国一宮制 & 2000年, p. 162)。

## 主な翻刻
- 塙保己一編『群書類従』
  - 『群書類従 第壹輯』（経済雑誌社、1898年 - 1902年、国立国会図書館デジタルコレクション）参照 - 伊豆国神階帳は427 - 428コマ。
  - 『群書類従 新校 第一巻』（内外書籍、1931年 - 1937年、国立国会図書館デジタルコレクション）参照 - 伊豆国神階帳は326 - 327コマ。
- 鈴鹿連胤著『神社覈録』
  - 『神社覈録 下編』（皇典研究所、1902年、国立国会図書館デジタルコレクション）参照 - 伊豆国神階帳は25 - 26コマ。